# Ms. Kelly
Ms. Kelly — второй студийный альбом американской певицы Келли Роуленд, выпущенный 20 июня 2007 года на лейбле Columbia Records.

## Об альбоме
Ms. Kelly стал первой сольной записью певицы за четыре года. Перед официальным релизом альбом несколько раз переименовывался, сдвигались сроки выпуска. Изначально планировалось издать альбом в середине 2006 года; сдвиг сроков объяснялся многошаговой маркетинговой стратегией, а также дополнительными сессионными записями.

## Список композиций
1. Like This (feat. Eve)
2. Comeback
3. Ghetto (feat. Snoop Dogg)
4. Work
5. Flashback
6. Every Thought Is You
7. The Show (feat. Tank)
8. Interlude
9. Still In Love With My Ex
10. Love
11. Better Without You
12. This Is Love
13. Gotsta Go (Part I) (Radio Edit) (feat. Da Brat) — International Bonus Track